# En Nuestros Corazones
En Nuestros Corazones (span.: „In unseren Herzen“) ist eine Post-Hardcore-Band aus Buenos Aires, Argentinien.

## Geschichte
En Nuestros Corazones wurde im Oktober 2010 in Buenos Aires, der Hauptstadt Argentiniens, gegründet und besteht momentan aus Julio Bellver (Screamings), Federico E. Ramírez (E-Gitarre), Mauro Castro (E-Gitarre, Programmierung), Ariel Menta (Bassgitarre) und Tobias Gomez Antolini (Schlagzeug). Letzterer ist Bruder von Nazareno Gomez Antolini, welcher bei DENY als Frontsänger aktiv ist. Die Gruppe startete offiziell als privates Musikprojekt von Tobias Gomez und Nicolas Figueroa (Keyboard) gegründet. Figueroa ist inzwischen nicht mehr in der Band aktiv.
Die Gruppe spielte auf Konzerten bereits mit Dar Sangre, Cenizas Coralies Last Kiss, Winter of Summer, Mi Ultima Solucion, All for Love und auch mit DENY. Am 12. Dezember 2011 spielte die Gruppe als Vorband von Silverstein im Asbury Club in Buenos Aires. Bereits am 15. November spielte die Gruppe als Support von Parkway Drive.
En Nuestros Corazones stehen beim argentinischen Independent-Label Vegan Records unter Vertrag und produzierten ihr Debütalbum, welches den Namen Un niño murió aquella noche trägt und am 16. September 2012 veröffentlicht wurde. Das Album wurde in den Infire Studios von Javier Casas (Gitarrist bei Nueva Ética) produziert. Als Gastmusiker sind Joaquin Ortega von DENY und Alejandro von Melian zu hören. Zum Titel Pesadillas wurde ein Musikvideo gedreht. Produzent des Videos war Nicolás Figueroa. Am 16. September 2012 fand im Salon Pueyrredon in Buenos Aires die Release-Party statt. Als Supportband spielten Nuevos Horizontes, La Furia En Tus Ojos und Kylla. Am 24. März 2013 präsentierte die Gruppe ihr Debütalbum bei einem Konzert im nördlichen Buenos Aires. Als Support war Valor Interior dabei. Die Gruppe nahm am Ringrocker Bandcontest teil, wo die Gruppe in die Top 50 und somit in die zweite Runde gewählt wurde. Der besten fünf Bands spielten am 25. Mai 2013 das Finale im Matrix in Bochum den Sieger aus, welcher als Newcomer bei Rock am Ring auftreten durfte. Bei Community-Voting belegte die Gruppe den 44. Platz. Sieger wurden die Killerpilze aus Dillingen.
Die Band spielte zwei Shows mit der schwedischen Band Anchor in Argentinien während deren Südamerika-Tour. Die Gruppe plant für Anfang 2014 das Studio zu beziehen, um an dem zweiten Album zu arbeiten.

## Musikstil
Die Gruppe selbst bezeichnet ihre Musik als Post-Hardcore, der durch musikalische Einflüsse des Metalcore beeinflusst wird. Die Geschwindigkeit des Sounds streckt sich von teils langsamen und melodischen Parts bis hin zu schnellen Gitarrenriffs. Auch verwendet die Gruppe Breakdowns. Die Songtexte sind allesamt in der Landessprache Argentiniens, auf Spanisch, verfasst. Als musikalische Einflüsse nennt Schlagzeuger Tobias Gomez Antolini in einem Interview mit Acá Pasan Cosas sowohl Szenegrößen wie Attack Attack!, Parkway Drive, For the Fallen Dreams, My Ticket Home und Like Moths to Flames als auch nationale Größen wie DENY und Melian.
Das Debütalbum Un niño murió aquella noche stellt ein Konzeptalbum dar. Der Titel, der auf Deutsch Ein Kind wird heute Nacht sterben heißt, ist metaphorisch zu verstehen und beschreibt den Wechsel vom Kindsein zum Mann werden.

## Diskografie

### Alben
- 2012: Un niño murió aquella noche (Vegan Records)

### Musikvideos
- Pesadillas
- Entre las Sombras

## Auszeichnungen
- Ringrocker Bandcontest
  - 2013: 44. Platz (2. Runde) von 50, 28. Platz von 313 Teilnehmern (1. Runde)